# Città della scienza di Catania
La Città della scienza, detta anche Città della scienza di Catania per distinguerla dall'omonima struttura napoletana, è un'iniziativa di promozione e di divulgazione scientifica gestita da volontari provenienti in prevalenza dall'Università degli Studi di Catania e situata in una vecchia raffineria di zolfo sita in via Simeto a Catania, non distante dalla stazione centrale. Essa è composta da un museo scientifico interattivo composto da cinque sezioni definite isole, un'area espositiva distribuita lungo un corridoio sospeso, un auditorium, alcuni laboratori e un'area ristoro.
La struttura, dopo un lungo periodo di inattività con piccole aperture localizzate, è stata visitata in via sperimentale da tre istituti scolastici nel mese di maggio 2015, in vista della sua apertura definitiva prevista alla fine dello stesso anno.

## Storia

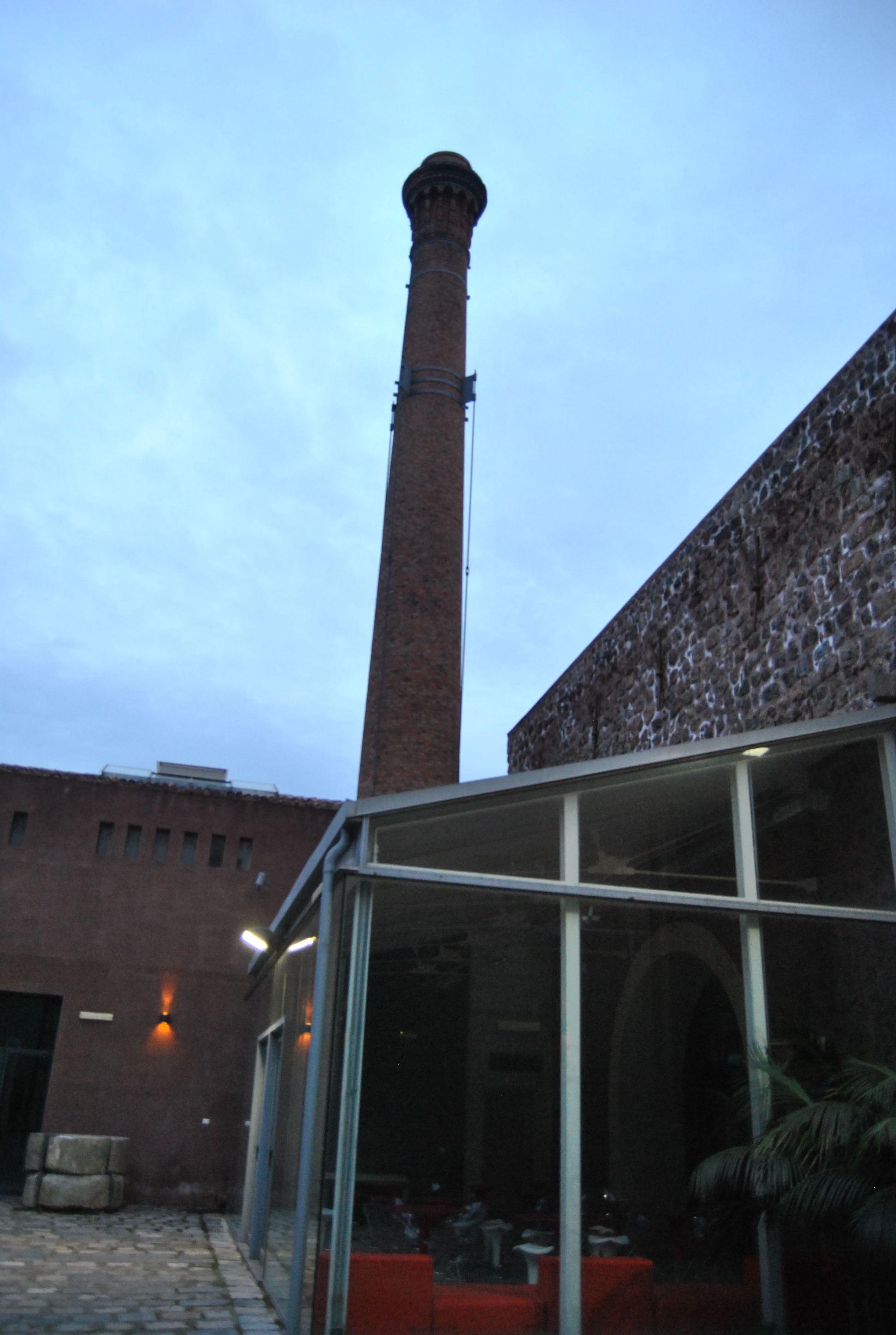
Ciminiera dell'ex raffineria dei fratelli Caruso-Torrisi, oggi parte della Città della Scienza di Catania.

La Città della scienza catanese non ha avuto una genesi breve e lineare, tra ritardi e aperture a singhiozzo, trovando la sua inaugurazione sperimentale a diciotto anni dalla sua progettazione, avvenuta identificando una vecchia raffineria dismessa quale futura sede di quello che sarebbe dovuto diventare il secondo museo scientifico del Mezzogiorno.

### La raffineria
L'industria solfifera siciliana divenne portante dopo il 1851, principalmente per l'impiego dello zolfo quale anticrittogamico contro l'Oidium tuckeri, parassita della vite. Lo zolfo di Sicilia divenne piuttosto rinomato e ricercato in Europa e trovava a Catania il maggiore centro di raffineria, di smercio e di trasporto attraverso una fitta rete di ferrovie e quindi via mare. Il maggior raggruppamento di opifici era localizzato lungo l'attuale viale Africa (il nucleo maggiore di questi costituisce oggi il Centro fieristico le Ciminiere) per la breve distanza dalla stazione centrale e di conseguenza dal porto del Caito, ma non mancavano ad esempio in prossimità del Porto Ulisse nel quartiere di Ognina. Nel 1887 si contavano ben 17 raffinerie che davano lavoro a circa 40.000 persone. Tra queste, non distante dalle evocative vie dei Zolfatai e Raffineria, esisteva il laboratorio dei due fratelli Caruso Torrisi, da cui svettava la ciminiera del forno in cui si fondeva lo zolfo grezzo alta 23 metri. La tecnica usata per la raffinazione del minerale era il metodo Lamy, adottato in città dal 1844: nella caldaia in ghisa a vapore si raggiungevano i 116 °C per la fusione; lo zolfo liquido era incanalato in cilindri verticali chiusi; da qui passava ai recipienti aperti e quindi versato negli stampi rettangolari da circa 50 kg (pani o balati) o cilindrici (cannoli). Era presente anche un mulino a doppia macina per la frantumazione dello zolfo.
La crisi produttiva dello zolfo siciliano si deve alla statunitense Union Sulphur Company, la quale nel 1905 applicò il metodo di fusione Frasch ad un giacimento in Louisiana particolarmente ricco, facendo crollare le borse dello zolfo europeo. Le raffinerie catanesi rimasero quindi attive con grande sforzo: nel Novecento l'unica grande produzione fu quella destinata alle polveriere usate nella prima guerra mondiale. L'industria solfifera catanese va spegnendosi a partire dal 1961 e l'opificio dei fratelli Caruso Torrisi chiuse definitivamente il decennio seguente. Gli ampi spazi furono frammentati e destinati a diverse attività quali deposito, negozi, botteghe artigiane, garage.

### Il progetto Catania-Lecce
Con l'inaugurazione e il successo della Città della scienza di Napoli nel 1996, l'Università di Catania iniziò ad interessarsi per l'apertura di una struttura analoga nella città etnea sin dal 1997 inserendo l'obbiettivo nell'ambito del Progetto Catania-Lecce finanziato con i fondi PO FESR 1994-1999 (dd MURST 2/3/98) con il titolo di Iniziativa IN10 - Città della Scienza, cui furono destinati dieci milioni di euro. Originariamente la sede prevista per l'iniziativa era l'ex casa degli esercizi spirituali, un complesso edificio costituito da ambienti di XVI, XVIII e XIX secolo, sede dell'istituto di incremento ippico e proprietà del Comune di Catania che sarebbe dovuta essere trasferita all'Università di Catania, ma in sede di definizione si optò per l'acquisto dell'ex opificio Zolfi G & L Caruso Torrisi ubicato nell'isolato stretto tra le vie Simeto e Costarelli.

### I lavori
Il finanziamento bastò a coprire le spese di acquisto dell'immobile nel 2005 e i lavori di ristrutturazione e di adeguamento durarono dal 2006 al 2009, con un anno di ritardo sul cronoprogramma per via di diverse difficoltà (tra cui lo sgombero di alcuni occupanti abusivi), seguendo inizialmente un piano quinquennale, ma gli ultimi lavori e il rallentamento registrato intorno al 2008 consumarono le ultime risorse che non bastarono ad inaugurare la struttura per via del mancato investimento sul futuro della struttura. Dal 19 aprile al 18 maggio 2008 fu esposta la mostra S.T.ART (Scienza Tecnologia e ARTe) alla villa Zingali-Tetto in via Etnea, dal benaugurante titolo che sollecitava "l'inizio" della Città della scienza catanese. Tuttavia al proposito della mostra non seguì una effettiva apertura del complesso. Dal 31 dicembre del 2009, data di consegna dell'opera, la struttura rimase pertanto completa, ma chiusa anche per via del blocco impartito dall'allora rettore e dal direttore amministrativo dell'ateneo catanese, nonostante l'entusiasmo e la preparazione di venti persone assunte per ricoprire il ruolo di guida e informatori culturali.

### Lo stallo e la Fondazione Cutgana
Nel 2010 si registrano manifestazioni di protesta e occupazioni del sito per attirare l'attenzione dei media. Alla fine del 2011 si ottenne nominalmente, dopo due anni di attesa, un finanziamento di duecentomila euro provenienti dai fondi nazionali per la diffusione della cultura scientifica i quali sarebbero serviti per lo start up. Nello stesso anno avveniva il passaggio di gestione alla Fondazione Cutgana, gestita da Angelo Messina, all'epoca dei fatti direttore dell'omonimo centro di tutela ambientale. La fondazione ottenne per il 2012 un piccolo ciclo di conferenze sfruttando l'auditorium della Città della scienza, ma tenendo ancora chiuso il resto dell'edificio. Il ciclo venne inaugurato dal fisico Antonio Zichichi e vide ospiti diverse importanti personalità del mondo scientifico e divulgativo. Tuttavia il finanziamento ottenuto nel 2011 non venne erogato e il progetto non decolla, chiudendo dopo il breve ciclo di conferenze. Angelo Messina, al centro di una serie di scandali relativi a sprechi di fondi universitari e pubblici, si dimette dalla carica di presidente della Fondazione che perde la gestione della Città della scienza.

### L'apertura sperimentale

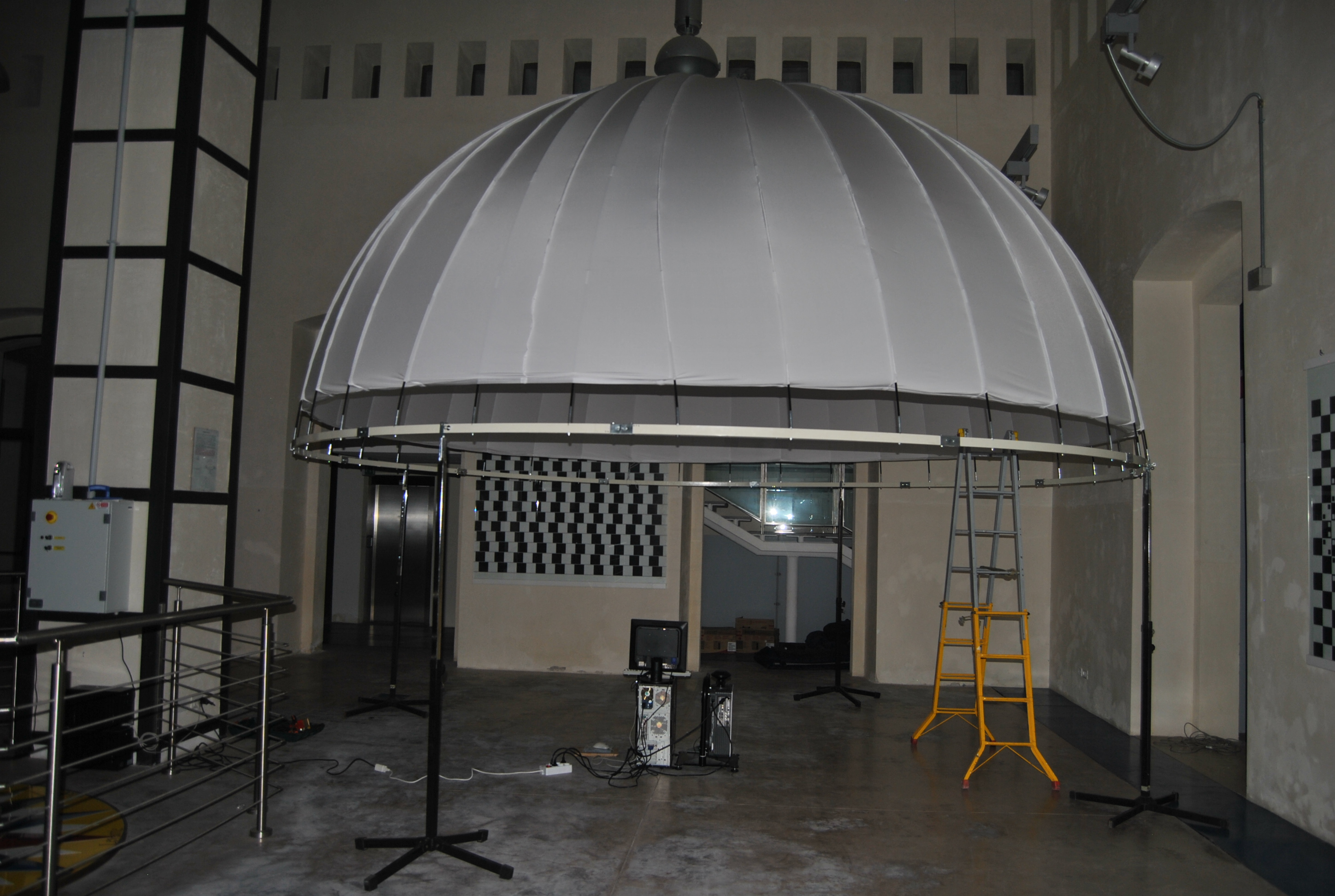
Fase di installazione del planetario della città nell'isola Spazio (archivio Stelle e Ambiente).

Con l'insediamento del nuovo rettore, Giacomo Pignataro, la delegata alle strutture museali universitarie è la professoressa Agata Copani, la quale, assieme ad un gruppo di docenti, tecnici e studenti universitari, in forma del tutto volontaria ha adeguato la struttura per le visite tra il 2013 e il 2014 e ribadendo la necessità di fondi necessari all'apertura definitiva, da rimodulare in quanto si prospettano nuovi lavori di adeguamento. La struttura che ricevette la Copani infatti, mancava di linea telefonica, inoltre i requisiti di sicurezza, rispettati nel periodo 2006-2009, sono cambiati e vanno adeguati. Nel 2014 il caso viene portato alla ribalta nazionale dal programma televisivo Striscia la notizia.
L'apertura della struttura per via sperimentale grazie ad un accordo tra l'Università e il MIUR, prevista per la primavera immediatamente seguente, avvenne finalmente il 10 aprile del 2015, ospitando circa 50 alunni della Scuola media statale Amerigo Vespucci di Catania. Per i mesi di aprile e di maggio dell'anno sono state ospitate gratuitamente per un giorno per settimana numerosi alunni provenienti da tre scuole diverse (oltre alla Vespucci, la scuola elementare S. Giuffrida e la scuola media del Convitto Cutelli). L'apertura sperimentale è stato un test per saggiare i meccanismi della struttura e verificarne il gradimento ai fini dell'apertura definitiva. Quasi tutti i dipartimenti dell'ateneo catanese hanno contribuito riempiendo le aree espositive donando spontaneamente strumenti scientifici antichi e moderni, oltre ad alcune riproduzioni artistiche di animali realizzate riciclando i componenti di computer dismessi. Ha collaborato anche l'associazione di divulgazione scientifica fondata da Luigi Prestinenza, Stelle e Ambiente, con il prestito di due telescopi e relativi strumenti per poter osservare in sicurezza il disco solare e con la sistemazione del planetario.
L'apertura sperimentale ha riscontrato un immediato successo, e ha messo in luce le criticità relative alla gestione delle visite, rivelatesi di piccola entità, tra cui la necessità di ottimizzare i tempi dilatandoli e la gestione dei gruppi. Le difficoltà sarebbero anche potute essere drasticamente inferiori qualora la struttura fosse stata testata già nel 2009. L'esito del test potrebbe quindi convincere gli investitori pubblici (il MIUR, ma anche il CNR o l'INFN) a concedere i fondi necessari per l'inaugurazione definitiva, necessaria anche alla stipula dei contratti di lavoro per il personale, fin qui volontario. Le aperture provvisorie continuano ospitando il 29 giugno dello stesso anno 32 studenti di varie fasce di età (9 provenienti dalla scuola primaria e secondaria di primo grado, 13 dalla scuola secondaria di secondo grado e 10 studenti universitari) accompagnati da docenti e interpreti in LIS, durante una visita organizzata dal Centro per l'Integrazione Attiva e Partecipata (CINAP) dell'Università di Catania e dall'Associazione Famiglie Audiolesi Etnei (AFAE), provenienti dalle città di Catania, Acireale, Paternò e Scordia.

## Struttura
L'edificio scelto per ospitare la Città della scienza catanese ne ha anche condizionato in parte l'estetica e la gestione degli spazi. Trattandosi di un vecchio opificio, si sono potuti utilizzare i grandi ambienti destinati a deposito. Una parte dei lavori ha interessato la messa in sicurezza dell'alta ciminiera, imbrigliata in una tensostruttura che in caso di sisma violento permette alla colonna di mattoni di crollare su sé stessa in un punto localizzato e sicuro. Il cortile irregolare dove avveniva la pesatura dello zolfo, è diventato il fulcro del centro, attorno cui si distribuiscono i diversi ambienti, concepito come un luogo di incontro e di socializzazione, mentre gli elevati ambienti dalla notevole luminosità si sono prestati ad ospitare due livelli di visita, abbattendo i diaframmi realizzati dopo la chiusura della raffineria. L'edificio si trova esteso su 2700 metri quadrati distribuiti su circa 2000 m² di strutture chiuse e 700 m² costituiti dal cortile. L'ingresso è ricavato da un ambiente reso luminosissimo grazie al rivestimento di ampie superfici con lastre di vetro temperato da cui inizia uno scivolo a spirale in zinco-titanio conducente in una galleria sospesa che permette di vedere in contemporanea le attività del piano sottostante e gli spazi espositivi del secondo piano. La galleria si snoda per lunghezza attraverso tutti gli ambienti, legandoli tra loro. Le diverse sale sono concepite in funzione del visitatore evitando una cesura tra gli spazi espositivi e di interazione. La sala maggiore chiude il plesso a est ed è ritmata da tre alti pilastri rinforzati da un esoscheletro antisismico. Isolato dal percorso visita è l'auditorium, al quale si può accedere anche dalla via Costarelli. Parallelo ad esso sono i diversi ambienti di servizio e gli uffici per il personale. Il progetto della struttura è stato affidato agli architetti Pietro Cal e Salvatore Puleo. Gli spazi interni prevedono aree di interazione, espositive, di ristorazione.

## Isole

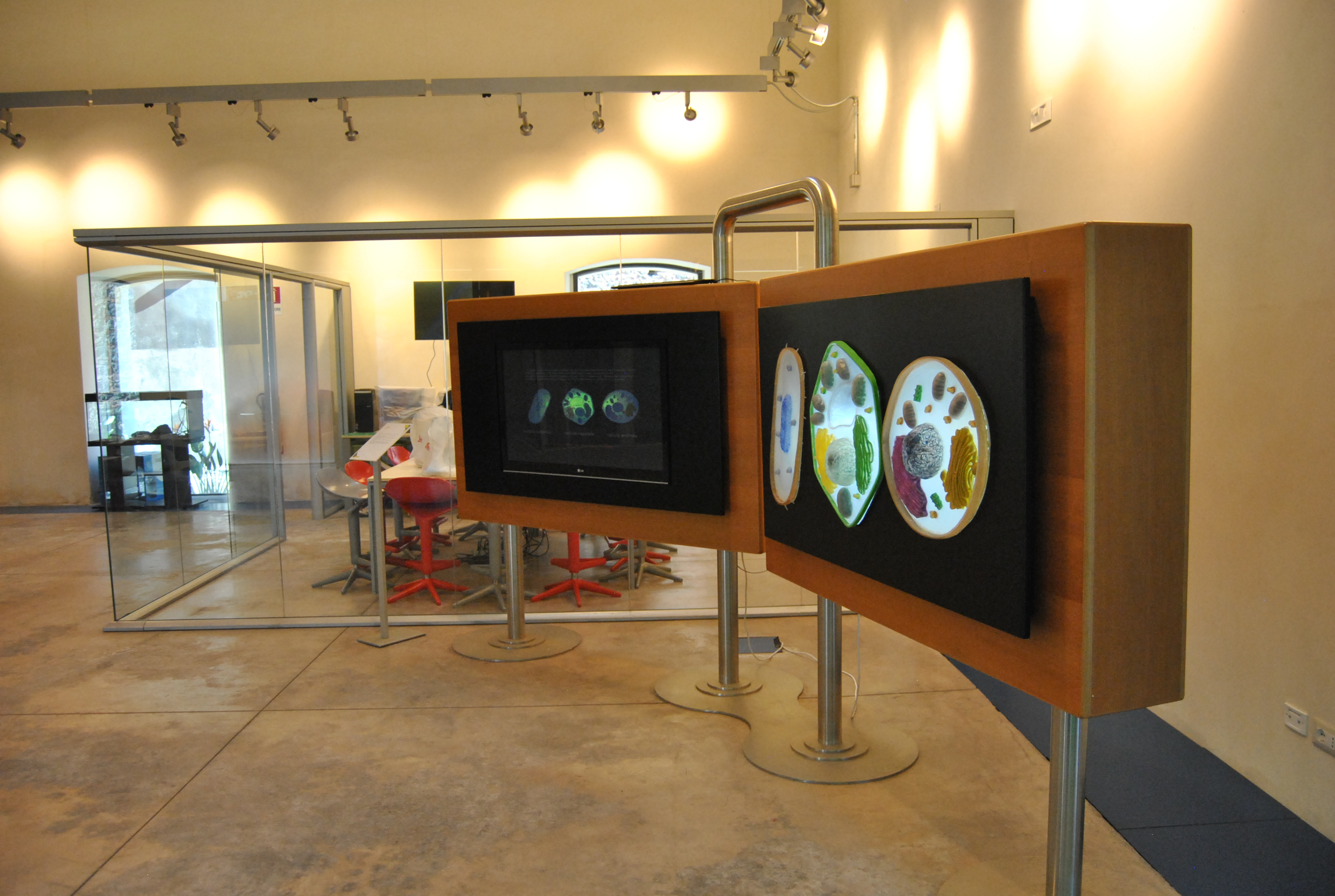
Isola Vita: tavole didattiche interattive rappresentanti le cellule classificate e laboratorio di biologia.

La distribuzione dello Science Centre - area di interazione - prende il nome di isole. Le isole delineate sono cinque: Vita, Robot, Bit, Eureka! e Spazio.

### Vita
Curato dal dipartimento di biologia, quest'area permette la comprensione delle discipline relative agli organismi viventi per comprenderne la diversità, il funzionamento e le interazioni dal livello molecolare a quello comunitario, attraverso i meccanismi evolutivi che condizionano i processi biologici. L'area ospita diversi microscopi, le riproduzioni tattili delle cellule (procariotica, eucariotica vegetale ed eucariotica animale) e l'albero della vita, un grande cilindro su cui è illustrata l'appartenenza delle principali specie viventi azionato dalla ruota della vita.

### Robot
Quest'area è dedicata alla robotica e alla realizzazione ed esposizione di automi. Tra i reperti in mostra, il braccio meccanico capace di risolvere il gioco della torre di Hanoi nel minor numero di mosse, robot capaci di calciare un pallone, salutare e inchinarsi. Questi macchinari servono a far capire quanto elaborate siano attività apparentemente semplici come i gesti quotidiani. Questa è anche l'unica area con guida museale elettronica.

### Bit
La sezione informatica del museo è caratterizzata dall'alta concentrazione di sofisticati elaboratori elettronici capaci di una interazione diretta tra l'uomo e il computer, di utilizzare interfacce tridimensionali, di percepire i movimenti del corpo umano e farlo interagire attraverso animazioni e simulazioni virtuali, di interagire con superfici tattili.

### Eureka!
Dedicato al mondo della fisica, l'area espositivo-ludica Eureka! possiede numerosi exhibit, ossia meccanismi concepiti per allenare la mente e imparare giocando. Si tratta di oggetti con cui interagire per apprendere i fondamentali di matematica, fisica e chimica, attraverso la sperimentazione diretta e le dimostrazioni di laboratorio riproducenti i fenomeni naturali. Il cannone di Bernoulli, per esempio, è un ventilatore capace di riprodurre il principio di Bernoulli; uno specchio curvo permette di conoscere l'anamorfismo; una bacinella retroilluminata serve a studiare la rifrazione. Eureka! convive con l'isola Spazio nel vasto salone orientale.

### Spazio
Quest'isola è costituita dal pendolo di Foucault, a giugno 2015 ancora non attivo, dal planetario e dai telescopi. Il planetario dell'isola Spazio è un modello portatile, costituito da una volta in tela e da una tenda, sospesi in una parte del salone orientale. Grazie ad un proiettore è possibile osservare ad esempio la simulazione della volta celeste in qualsiasi orario di qualsiasi giorno, la processione del sole, le costellazioni, la simulazione di una pioggia di meteore. All'esterno, nel cortile, vengono ospitati i telescopi di proprietà dell'associazione Stelle e Ambiente per l'osservazione del sole grazie alla proiezione su un cartoncino rigido o con l'ausilio di un filtro protettivo. Sono a disposizione dei visitatori anche speciali occhialetti protettivi e vetri da saldatore, adeguati all'osservazione diretta del sole.

## Esposizioni permanenti
All'interno del complesso sono ospitate diverse mostre finalizzate all'aspetto didattico ovvero al coinvolgimento emotivo-estetico. Le mostre didattiche sono distribuite lungo il corridoio sospeso, mentre le altre esposizioni non seguono percorsi lineari, incentivando la visita libera nel fruitore del museo. La filosofia delle esposizioni e delle installazioni artistiche si fonda sul pensiero di Frank Oppenheimer, fondatore dell'Exploratorium di San Francisco: "Sia l'arte che la scienza sono necessarie per comprendere pienamente la natura".

### Galleria d'immagini
La galleria sospesa è stata inaugurata con l'esposizione di oggetti appartenenti ai dipartimenti universitari dell'ateneo catanese. Adatta a ospitare mostre, nel 2015 espone diversi esemplari appartenenti alle collezioni storico-scientifiche abitualmente custodite nelle sedi dei dipartimenti di provenienza. Sono esposti esemplari di uccelli imbalsamati provenienti dal museo di zoologia di Catania, fossili del museo di paleontologia. La particolarità della galleria sta nel richiamare le sottostanti isole ludiche richiamando all'aspetto didattico il gioco e viceversa. Per esempio, al di sopra dell'isola Eureka! sono esposti alcuni esemplari dell'antica strumentazione di fisica, parte della vasta collezione universitaria (circa 200 pezzi) datati al periodo a cavallo tra il XIX e il XX secolo. Restaurati e catalogati prima dell'esposizione, alcuni di questi reperti sono pienamente funzionanti.

### Il linguaggio in mostra
Lungo gli ambienti esiste anche un percorso che parte dalla sala lettura per distribuirsi per tutto l'edificio intitolato Il linguaggio in mostra. Sono esposte frasi e comunicazioni verbali che conducono dalle prime articolazioni vocali al segno e alla scrittura digitale. L'area è curata dal dipartimento di Scienze Umanistiche e stimola il visitatore a porsi domande, attraverso un percorso aiutato da strumentazioni informatiche e interattive per raccontare la storia della parola umana, dalle teorie sulle origini del linguaggio alle prime forme di scrittura per giungere all'era di internet.

### Arte e Scienza
Sparse lungo le sale sono ospiti anche diverse installazioni di arte concettuale ispirate alle scienze, attraverso proiezioni video, installazioni sonore, opere d'arte contemporanea, fotografie d'autore, in un percorso di contaminazione tra le culture che prende il nome di Arte e Scienza. Hanno contribuito in questi allestimenti: Antonio Corselli con l'opera Cyberbugs, riproduzioni artistiche di animali - in prevalenza insetti e crostacei - realizzate riciclando parti di vecchi computer; Stefano Zorzanello con le installazioni sonore di Kronophone, una installazione sonora, interattiva e permanente, capace di seguire il visitatore per tutta la durata della visita; Paolo Parisi con Observatorium, un ambiente in cartone isolato da dentro cui il visitatore può vedere il resto dell'ambiente attraverso diversi fori studiati per trasmettere l'assenza di isolamento; Federico Baronello con Paesaggi di Scienza, una mostra fotografica che combina paesaggi con elementi, immagini atte a rappresentare il paesaggio come racconto della storia (in questo caso dello sviluppo tecnologico, scientifico ed economico) ma anche di riagganciarsi a precisi riferimenti formali, quindi ideologici, del modernismo.

## Kid corner
L'angolo ricreativo, battezzato Kid corner, è adiacente alla caffetteria che costituisce un ambiente aperto, socializzante, adattabile anche per le attività di animazione. Qui si possono effettuare le pause durante la visita in un ambiente in parte all'interno, in parte in una veranda aperta che suggerisce una continuità tra l'interno e l'esterno. L'area funge da salotto comunicativo, dove potersi aggregare e discutere sui progressi della ricerca e in particolare sulle attività dell'Università di Catania. L'area bambini è uno spazio dedicato alle fasce di età prescolare, in cui giochi, libri e attività sono calibrate sulle esigenze dei piccoli, rimanendo sul tema delle scienze.

## Auditorium
La prima area della Città delle scienze ad essere sfruttata, è un ampio salone a gradoni che sfrutta il salto di quota tra la via Costarelli e il cortile interno. Conta 160 posti ed è adatto all'organizzazione di conferenze, convegni, seminari, workshop, science shows, rappresentazioni teatrali, proiezioni cinematografiche. Lo spazio è stato immaginato e progettato per dare un supporto scientifico alle attività divulgative.